# San Rafael del Yuma (kommun)
San Rafael del Yuma är en kommun i Dominikanska republiken.   Den ligger i provinsen La Altagracia, i den östra delen av landet, 140 km öster om huvudstaden Santo Domingo. Antalet invånare i kommunen är cirka 22 000.